# ماتس جرين
ماتس جرين (بالسويدية: Mats Gren) (مواليد 20 ديسمبر 1963) هو لاعب كرة قدم. يلعب مع منتخب السويد لكرة القدم. سبق له أن لعب في كأس العالم لكرة القدم مع منتخب بلاده.

## روابط خارجية
- ماتس جرين على موقع الاتحاد الدولي (مؤرشف)  (الإنجليزية)
- ماتس جرين على موقع قاعدة بيانات كرة القدم.إي يو (الإنجليزية)
- ماتس جرين على موقع ناشيونال فوتبول تيمز (الإنجليزية)
- ماتس جرين على موقع Soccerway.com (الإنجليزية)